# دمنة العوسج (قارة)

تعديل مصدري - تعديل

دمنة العوسج هي إحدى قرى عزلة قارة بمديرية قارة التابعة لمحافظة حجة، بلغ تعداد سكانها 149 نسمة حسب تعداد اليمن لعام 2004.